# Janis Rumbatis
Janis Rumbatis, gr. Γιάννης Ρουμπάτης (ur. 3 lipca 1948 w Pireusie) – grecki dziennikarz i polityk, poseł do Parlamentu Europejskiego IV kadencji, dyrektor generalny greckiego wywiadu (EIP).

## Życiorys
Studiował psychologię i nauki polityczne w Stanach Zjednoczonych, uzyskał doktorat na Johns Hopkins University. Pracował jako dziennikarz, analityk i korespondent wojenny. Był m.in. waszyngtońskim korespondentem dziennika „To Wima”.
W 1981 został doradcą premiera Andreasa Papandreu. W latach 1987–1988 pełnił funkcję rzecznika prasowego jego rządu. W latach 1994–1999 sprawował mandat eurodeputowanego IV kadencji z ramienia Panhelleńskiego Ruchu Socjalistycznego. Pełnił funkcję wiceprzewodniczącego frakcji socjalistycznej, pracował m.in. w Komisji ds. Zagranicznych, Bezpieczeństwa i Polityki Obronnej. W styczniu 2015 premier Aleksis Tsipras powierzył mu kierownictwo greckiego wywiadu.